# オールゲームニッポン
『オールゲームニッポン』は、安田善巳と平林久和による日本とゲームをテーマとするバラエティトーク番組。

## 概要
パーソナリティーは角川ゲームス代表取締役社長兼フロム・ソフトウェア代表取締役会長であるゲームクリエイターの安田善巳とライター・ジャーナリストとして活動している平林久和の二人。この二人が日本とゲームをテーマにして繰り広げるバラエティトーク番組。
シーズン1は、2014年12月6日よりゲーム情報メディアであるインサイドにて毎週土曜日0時に掲載されていた。
シーズン2は、2015年4月28日より毎月末にゲーム情報メディアであるインサイドにて掲載されている。

## 番組履歴
- 2014年12月6日 [第01回]安田善巳氏と平林久和氏による"ゆるーい"対談はじまります
- 2014年12月13日[第02回]日本と海外、「国」にもいろいろあるわけでして
- 2014年12月20日[第03回]「古事記」を読んで日本の姿を考える
- 2014年12月27日[第04回]日本人と「剣」そして「銃」伝説のような実話のような話
- 2015年01月03日[第05回]ゲームは観光のように発展してほしい
- 2015年01月10日[第06回]日本のゲームの色はどこから来たのか？
- 2015年01月17日[第07回]ケバくないのが日本の色
- 2015年01月24日[第08回]神社仏閣の数はコンビニの3倍以上、日本人と宗教
- 2015年02月07日[第09回]自然、死者、すごいもの。みんな神様にする日本人
- 2015年02月14日[第10回]自然と抱く感情の先に神様は住んでいる
- 2015年02月21日[第11回]暴力表現に寛容な欧米、少女表現に寛容な日本
- 2015年02月28日[第12回]日本は世界でも稀有な母系社会
- 2015年03月07日[第13回]日本人の短所は「おだてに弱い」?
- 2015年03月14日[第14回]日本人の「以心伝心」はゲーム作りのスタイルにも通ずる
- 2015年03月21日[第15回]任天堂とDeNAはプラットフォームを作れるか?
- 2015年03月28日[第16回]日本なりの資本主義の形はあるか?
- 2015年04月04日[第17回]日本の新しいもの好き進取の精神
- 2015年04月11日[第18回]莫大な借金を棒引きする方法（ただしアメリカに限る）
- 2015年04月18日[第19回]シーズン１総集編 日本とゲームの魅力を振り返って
- 2015年04月28日[第20回]独特の進化を遂げる『人狼』 日本のゲームが海外で勝つ鍵はこの進化させる力?
- 2015年05月29日[第21回]スプラトゥーンは最高の企画
- 2015年06月26日[第22回]E3で語られなかったゲーム業界の新しいトレンド
- 2015年07月31日[第23回]岩田聡氏が示したもうひとつのサクセスストーリー
- 2015年08月28日[第24回]ポップカルチャーで通じ合う。近くて近い国、台湾
- 2015年09月25日[第25回]東京ゲームショウに欠けたピースは埋まるのか?
- 2015年10月30日[第26回]Japan Way」で勝ち進んだ日本人たち
- 2015年11月27日[第27回]『ルートレター』の鍵を握るのはゲームに登場するリアルな島根県の人々
- 2015年12月28日[第28回]ゲーム業界で起きている静かな変化、インバウンドも多様化
- 2016年1月29日[第29回]八百万のニュースが飛び交った1月！オキュラスも原油価格も語ります
- 2016年2月26日[第30回]ゲームで楽しむ大統領選挙、重力波とエンタメの関係?
- 2016年3月26日[第31回]対照的なソニーと任天堂の打ち手
- 2016年4月30日[第32回]東京オリンピックの新エンブレムから透ける日本古来のデザイン
- 2016年5月27日[第33回]地方を舞台にアジアへ、台湾からゲストを招いた特別回
- 2016年6月24日[第34回]E3の振り返り、そして編集長退任します
- 2016年7月29日[第35回]日本の心と『ポケモンGO』―見えないものが宿る場所を求めて
- 2016年8月26日[第36回]ニッポンのゲームだからできた。歴史に残る「安倍マリオ」
- 2016年9月30日[第37回]なんでもあり！「多様性」で世界と戦う東京ゲームショウ
- 2016年10月29日[第38回]ニンテンドースイッチやPS VRでゲーム業界はどう変わる？
- 2016年11月25日[第39回]ゲームボーイと言えない時代にトランプ現象
- 2016年12月30日[第40回]ゲームは「箱」から飛び出すか、スマホ/ブラウザに収まるか
- 2017年1月28日[第41回]Nintendo Switchは鏡。見る人の心を写し出す
- 2017年2月24日[第42回]金正男、トランプ移民施策… 話題の陰でプチ進化するゲーム業界
- 2017年3月31日[第43回]Nintendo Switchは真のeスポーツの扉を開けた
- 2017年4月30日[第44回]県とプログラミング言語が一体となって盛り上がる！島根県とRuby
- 2017年5月28日[第45回]日本のゲーム産業の強みはエクイティファイナンス！
- 2017年6月30日[第46回]E3で逆に目立つ横スクロール。アメリカで高評価のタクティクスRPG
- 2017年7月31日[第47回]巨大なゲーム市場、大人は消費し若者は無料で遊ぶ
- 2017年8月25日[第48回]日本の希望だ。ドラクエ、メルカリ
- 2017年9月30日[第49回]VRは体感型に、CGは不気味の谷を越えたTGS2017
- 2017年10月31日[第50回]祝！連載50回。日本のゲームは自信を取り戻した！
- 2017年11月30日[第51回]日本では大相撲、海外ではルートボックスの大論争！